# Islas Salomón en los Juegos Olímpicos de París 2024
Las Islas Salomón estuvieron representadas en los Juegos Olímpicos de París 2024 por dos deportistas femeninas que compitieron en dos deportes.
Las portadoras de la bandera en la ceremonia de apertura fueron la atleta Sharon Firisua y la nadadora Isabella Millar. El equipo olímpico salomonense no obtuvo ninguna medalla en estos Juegos.